# St. Peters Bay
St. Peters Bay es un municipio rural canadiense situado en la provincia de Isla del Príncipe Eduardo.

## Superficie
St. Peters Bay tiene una superficie de 4,44 km².

## Demografía
En 2021, tenía 231 habitantes, una densidad poblacional de 52 hab./km², y 130 viviendas.